# Cressier, Fribourg
Cressier är en ort och kommun i distriktet Lac i kantonen Fribourg, Schweiz. Kommunen hade 1 094 invånare (2023).